# منتخب البرتغال للكورفبال
منتخب البرتغال للكورفبال هو ممثل البرتغال الرسمي في المنافسات الدولية في كرة السلة الهولندية
.